# 둥근부채꼬리가오리
둥근 부채 꼬리 가오리(Taeniurops grabatus)또는 둥근가오리는 색가오리과에 속하는 잘 알려지지 않은 가오리 종이다. 그것은 대서양 동부와 지중해 남부의 모래, 진흙 또는 바위가 많은 해안 서식지에 서식한다. 이 어두운 색상의 광선은 일반적으로 폭이 1 미터 (3.3 ft) 에 이르며, 거의 원형에 가까운 가슴지느러미 원반, 짧은 꼬리, 대부분 맨살로 식별할 수 있다. 둥근 부채 꼬리 가오리는 해저에서 물고기와 갑각류를 사냥하며 태생적 방식을 사용한다. 국제자연보전연맹 (IUCN)은 아직 이 종의 보존 상태를 평가할 충분한 정보가 없다.

## 분류
프랑스의 박물학자 Étienne Geoffroy Saint-Hilaire는 원래 1817년 둥근 부채 꼬리 가오리를 "침대"를 의미하는 라틴어 grabatus 에서 유래한 Trygon grabatus 로 묘사했다. 그의 설명은 Poissons du Nil, de la mer Rouge et de la Méditerranée Folio 의 첫 번째 볼륨에 게시되었다. 후속 저자들은 이 종을 가오리속으로 옮겼다. 유형 표본은 알려져 있지 않다.

## 분포 및 서식지

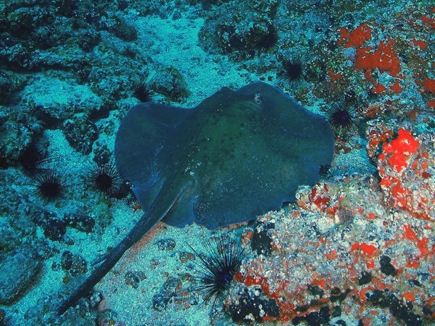
카나리아 제도 테네리페 연안의 둥근 부채 꼬리 가오리

둥근 부채 꼬리 가오리는 모리타니아 에서 앙골라에 이르는 동대서양의 열대에서 아열대 해역과 카나리아 제도, 마데이라, 카보베르데 연안에서 발견된다. 이 종은 지중해에서 가끔 목격되며 가베스와 레반트 해역에서 자주 발견된다. 그러나 이 종은 홍해에 존재한다는 보고가 잘못된 것으로 나타나기 때문에 레셉시아어류 로 간주될 수 없다. 10–300 미터 (33–984 ft) 깊이에서 발견되고, 둥근 부채 꼬리 가오리는 해안의 모래, 진흙 또는 바위가 많은 지역을 선호한다.

## 설명
둥근 부채 꼬리 가오리는 거의 원형에 가까운 가슴지느러미 원반이 길이보다 약간 더 넓다. 꼬리는 원반 길이보다 길지 않으며 윗면에는 하나 이상의 가시가 있다. 등뼈는 수컷의 경우 평균 길이가 50mm(2.0인치), 암컷은 66mm(2.6인치)이며 중앙에 홈이 있고 29~45개의 측면 톱니가 있다. 대체 척추는 기본 척추 앞에서 자란다. 꼬리 아래에는 척추의 높이에서 거의 끝부분까지 깊은 지느러미 주름이 있다. 피부는 등쪽 중앙을 따라 등가시에서 꼬리지느러미뼈에 이르는 작은 피부상아질과 "어깨"에 세 개의 가시를 제외하고는 대부분 매끈하다. 색상은 위쪽에는 짙은 회색에서 갈색, 올리브색이며 다양한 더 짙은 얼룩무늬가 있고 아래쪽은 회백색이다. 이 종은 일반적으로 가로 1m(3.3 ft), 세로1.5m(4.9 ft)까지 자라지만, 최대 2.5m(8.2 ft)까지 자란다는 보고도 있다. 무게는 최대150kg(300 lb)에 달한다.

## 생물학과 생태학

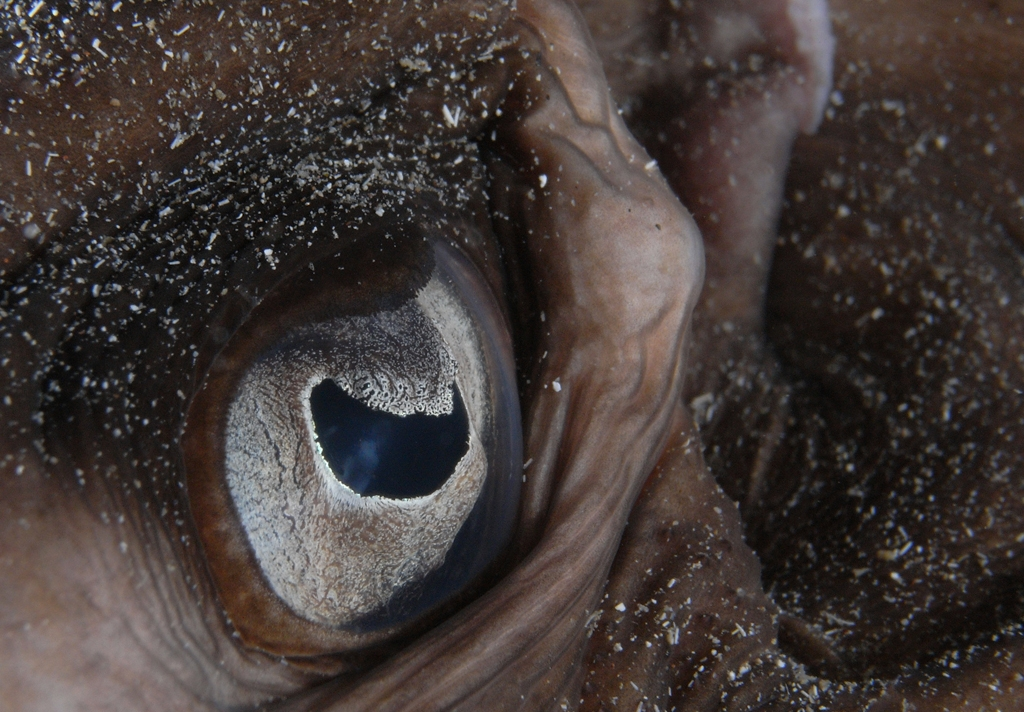
뒤에 큰 기문이 있는 둥근 부채 꼬리 가오리의 눈

둥근 부채 꼬리 가오리의 자연사에 대해서는 알려진 바가 거의 없다. 바닥에 사는 갑각류와 어류를 포식자인 이 종은 낮 동안 퇴적물이나 난간 아래에 부분적으로 파묻혀 있거나 산호초 사이의 열린 공간에 누워 있는 것을 종종 볼 수 있다. 둥근 부채 꼬리 가오리의 기생충으로 알려진 것은 피부에 기생하는 덴드로모노코틸 태니우래(Dendromonocotyle taeniurae)와 네오엔토브델라 아피콜포스(Neoentobdella apiocolpos), 아가미에 기생하는 헤테로코틸 포시페라(Heterocotyle forcifera), 목타래(H. mokhtarae), 스트리타(H. striata), 나선판장에 기생하는 촌충 라인보트리움 모노디(Rhinebothrium monodi)가 있다. 청소용 새우인 히폴리스마타 그라바미(Hippolysmata grabhami)가 이 새우를 돌보는 것이 관찰되었다. 다른 가오리와 마찬가지로 이 종은 태반 태생이다.

## 인간 상호 작용
둥근 부채 꼬리 가오리에 대한 잠재적 위협은 저인망과 트램멜 그물을 이용하는 상업 어업이지만, 이용률이나 개체군에 미치는 영향에 대한 구체적인 데이터는 없다. 따라서 국제자연보전연맹(IUCN)은 이 종을 데이터 부족종으로 분류했다. 카나리아 제도의 인공 암초 근처에서 피신하는 것이 관찰되었다.